# Спецназ России (газета)
«Спецна́з Росси́и» — российская общественно-политическая ежемесячная газета, учреждённая Международной ассоциацией ветеранов подразделения антитеррора «Альфа». Издание зарегистрировано Комитетом Российской Федерации по печати (рег. № 013476).

## История
Газета основана в городе Ростове-на-Дону весной 1995 года Ассоциацией ветеранов спецназа «Весна», затем издание было перенесено в Москву.
За короткий промежуток времени под руководством вице-президента Сообщества группы «А» КГБ-ФСБ Владимира Николаевича Ширяева, являвшегося идеологом и куратором проекта в 1995—2010 годах, «Спецназ России» прошёл путь от многотиражного «боевого листка» до авторитетного издания державно-патриотической направленности.
Разработка проблематики терроризма с позиций профессионалов, несомненно, отличает «Спецназ России» как по охвату, так и по глубине публикуемых материалов.
Большое внимание издание уделяет истории и сегодняшнему дню группы «А» Седьмого управления КГБ СССР — Управлению «А» Центра специального назначения ФСБ России, работе Международной Ассоциации ветеранов спецподразделения «Альфа» и учрежденным ею структурам, подшефным средним учебным заведениям, военно-патриотическим и спортивным клубам.
«Спецназ России» уникален по жанровому разнообразию материалов. За годы его существования на страницах газеты были представлены боевая публицистика, содержательные аналитические материалы, эксклюзивные интервью с государственными деятелями и известными политиками, воспоминания корифеев спецслужб, сенсационные журналистские и исторические расследования, экономические очерки и проблематика негосударственной системы безопасности, глубокие философские и религиозные статьи и даже небольшие художественные произведения.
Регион распространения газеты (по подписке и в розницу) — республики и края России, «ближнее зарубежье». С осени 1998 года «Спецназ России» выходит и в электронном виде. Его спецкоры и журналистские бригады неоднократно выезжали в Чечню и Таджикистан, Боснию и Косово, другие места военных конфликтов.
По словам президента Международной Ассоциации ветеранов спецподразделения антитеррора «Альфа», депутата Московской городской Думы полковника Сергея Гончарова, специфика издания состоит «в соединении собственно спецназовского подхода к реальности и исключительно высокого интеллектуального уровня, в умении работать командой. Мы были бы слишком самонадеянны, если бы, решив издавать газету, вообразили, будто, обладая организационными или боевыми навыками, мы сможем так же овладеть и печатным словом. Необходимо было найти людей, которые будут такими же профессионалами своего дела, как „альфовцы“. Мне кажется, это удалось…»
В июне 2010 после скоропостижной смерти на рабочем месте В. Н. Ширяева Советом «Альфы» были произведены кадровые изменения. Шеф-редактором стал вице-президент Сообщества Группы «А» КГБ-ФСБ Алексей Алексеевич Филатов — председатель Экономического совета Международной Ассоциации ветеранов спецподразделения «Альфа», главный редактор сайта Alphagroup.ru.
На том же экстренном заседании Совета главным редактором утвержден «альфовский» историк и журналист Павел Анатольевич Евдокимов, являвшийся заместителем главного редактора «Спецназа России» в 1998—2003 годах.
Среди авторов газеты — Дмитрий Лысенков и Константин Крылов (оба были главными редакторами «Спецназа России» в 1995—2002 и 2003—2009 гг.), Егор Холмогоров, генерал Александр Ляховский, Игорь Пыхалов, Максим Калашников, Николай Лукьянов, Андрей Борцов, Юрий Нерсесов, Ольга Егорова, Владимир Семиряга, Георгий Элевтеров, Армен Асриян, Алексей Аванесов, Инга фон Кремер и другие.